# Nauclea vanderguchtii
Espèce
Synonymes
- Nauclea vanderguchtii (De Wild.) E.M.A.Petit (préféré par NCBI)[2]
- Nauclea vanderguchtii[2]
- Sarcocephalus nervosus Hutch. & Dalziel[1]
- Sarcocephalus vanderguchtii De Wild.[1]

Nauclea vanderguchtii (De Wild.) E.M.A. Petit est une espèce de plantes du genre Nauclea de la famille des Rubiaceae.

## Étymologie
Son épithète spécifique vanderguchtii rend hommage au botaniste belge Gustave-Alphonse Van der Gucht (1881-1912).

## Description
C'est un arbre de taille moyenne atteignant 30 m de haut. Le diamètre de son fût peut mesurer jusqu'à 80 cm.

## Habitat et distribution
On le trouve au bord des cours d'eau et dans les endroits marécageux, depuis le sud du Nigeria jusqu'en République démocratique du Congo et en Angola (Cabinda), également au Liberia et au Ghana, au Gabon et au sud-ouest du Cameroun. 

## Utilisation
Quoique comestibles, ses fruits sont rarement consommés. L'écorce et les feuilles sont utilisés à des fins médicinales. Le bois lui-même sert à la confection de mobilier au Nigeria et à la construction d'embarcations à Cabinda.